# Mancha solar (economia)
Em Economia, o termo mancha solar usualmente se refere à uma variável aleatória extrínseca. Ou seja, é uma variável aleatória que não afeta diretamente fundamentos econômicos como a restrição orçamentária, as preferências dos consumidores ou a função de produção.
Mancha solar também pode se referir ao conceito relacionado de incerteza extrínseca, ou seja, incerteza econômica que não deriva dos fundamentos econômicos.David Cass e Karl Shell também cunharam o termo manchas solares (sunspots, em inglês) como uma maneira mais sugestiva e menos técnica de dizer "variável aleatória extrínseca".